# Bantac
Bantac (Bantac Island) es una isla situada en Filipinas, adyacente a la de Busuanga, isla que forma parte del grupo de Calamianes.
Administrativamente forma parte del barrio de Tara  del municipio filipino de primera categoría de Corón perteneciente a la provincia  de Paragua en Mimaro,  Región IV-B.

## Geografía
Isla Busuanga es  la más grande del Grupo Calamian situado a medio camino entre las islas de Mindoro (San José) y de Paragua (Puerto Princesa), con el Mar de la China Meridional a poniente y el mar de Joló a levante, separados por el Estrecho de Mindoro. Al sur de la isla están las otras dos islas principales del Grupo Calamian: Culión y  Corón.
Bantac se encuentra al nordeste de isla Busuanga, frente a los barrios de Malawig, Decabobo y Turda. Tiene forma triangular con una dimensiones aproximadas de 2.590 metros de largo, en dirección norte-sur, y unos 1.480 metros en su línea de mayor anchura. Delimitan el triángulo tres cabos: Pinalaypayán al noroeste, Enagkaguán al nordeste y Pamangilán al sur.

Dista 13.600 metros de  la costa de  Busuanga, a levante Bahía de  Minangas (Minangas Bay). Al norte, a 3.440 metros de  distancia se encuentra isla de Tara, sede del barrio.
Al sur, y a escasos 350 metros, tenemos el islote de Calanhayoún; 1.450 metros al este, el  de Lubutlubut  (Malubutglubut).